# Lei de ferro da oligarquia
A Lei de Ferro da Oligarquia é uma teoria política, primeiramente desenvolvida pelo sociólogo alemão Robert Michels no seu livro de 1911, Partidos Políticos. Ele alega que o mando por uma elite, ou oligarquia, é inevitável como uma lei de ferro dentro de qualquer organização democrática como parte das necessidades táticas e técnicas da organização. Michels usou anedotas de partidos políticos e sindicatos que apoiavam reformas democráticas para construir seu argumento em 1911. Michels particularmente direcionou a aplicação desta lei a democracia representativa, e atestou: É a organização que dá lugar ao domínio dos eleitos sobre os eleitores, dos mandatários sobre os mandantes, dos delegados sobre os delegantes. Que diz organização, diz oligarquia. Ele chegou a atestar que A evolução histórica zomba de todas as medidas profiláticas que foram adotadas para a prevenção da oligarquia.  Michels atestou que o objetivo oficial da democracia de eliminar o mando da elite é impossível, e que a democracia representativa é uma fachada legitimando o mando de uma elite particular, e que o mando da elite, que ele se refere como oligarquia, é inevitável. Michels posteriormente emigrou para a Itália e ingressou no Partido Fascista de Mussolini, visto que acreditava ser este o legitímo novo passo das sociedades modernas. A sua tese se tornou popular novamente nos EUA do pós guerra com a publicação de Democracia Sindical: A Política Interna da União Tipográfica Internacional, e durante o Medo Vermelho trazido pelo macarthismo.

## História
Em 1911 Robert Michels argumentou que paradoxalmente os partidos socialistas da Europa, a despeito de sua ideologia democrática e provisões para a participação de massa, aparentavam ser dominados por seus líderes da mesma forma que os partidos conservadores. A conclusão de Michels foi de que o problema estava na própria natureza das organizações. A era moderna, mais democrática e liberal, permitiu a formação de organizações com objetivos inovadores e revolucionários, mas enquanto tais organizações se tornavam mais complexas, elas se tornavam menos e menos democráticas e revolucionárias. Michels formulou a Lei de Ferro da Oligarquia: Quem diz organização, diz oligarquia. 

## Razões
Michels destacou variados fatores que subjazem a Lei de Ferro da Oligarquia. Darcy K. Leach as sumarizou brevemente como: A burocracia ocorre. Se a burocracia ocorre, o poder se ergue. O poder corrompe. Qualquer grande organização, Michels apontou, tem de criar uma burocracia de forma a manter sua eficiência enquanto se torna maior—muitas decisões tem de ser tomadas diariamente que não podem mais ser tomadas por grandes números de pessoas desorganizadas. Para a organização funcionar efetivamente, a centralização tem de ocorrer e o poder acaba nas mãos de poucos. Esses poucos—a oligarquia—irão usar todos os meios necessários para preservar e aumentar ainda mais o seu poder. 
Este processo é agravado devido a delegação ser necessária em qualquer grande organização, visto que — as vezes centenas de milhares—de membros não podem tomar decisões atráves da democracia participativa. Isso é ditado pela falta de meios tecnológicos para grandes números de pessoas se verem e debaterem, e também por questões que emergem da  psicologia de massa, visto que Michels alegou que as pessoas sentem uma necessidade de serem lideradas. A delegação, porém, leva a especialização— ao desenvolvimento de bases de conhecimentos, habilidades e recursos entre a liderança— que alienam ainda mais a liderança dos correligionários e entrincheiram a liderança no poder. 
Burocratização e especialização são os processos motrizes atrás da Lei de Ferro. Elas resultam na ascensão de um grupo de administradores profissionais numa organização hierárquica, o que em turno leva a racionalização e rotineirização da autoridade e do processo de decisão, algo descrito pela primeira e talvez da melhor forma por Max Weber, depois por John Kenneth Galbraith, e de uma forma menos intensa e mais cínica pelo Princípio de Peter. 
A burocracia por desígnio leva a centralização do poder pelos líderes. Os líderes também tem controle sob sanções e recompensas. Eles tendem a promover aqueles que compartilham de suas opiniões, o que inevitavelmente leva a uma oligarquia autoperpetuante. Pessoas alcançam posições de liderança devido a sua habilidade política além da média(ver autoridade carismática). Enquanto elas avançam em suas carreiras, seu poder e prestígio aumentam. Líderes controlam a informação que flui até os círculos mais baixos de comunicação, censurando o que eles não querem que os militantes não saibam. Os líderes também dedicam recursos significativos para persuadirem a militância da justeza de suas posições. Isso é compatível com a maioria das sociedades: as pessoas são ensinadas a obedecer aqueles em posições de autoridade. Portanto os militantes mostram pouca iniciativa, e esperam pelos líderes exercerem seu julgamento e definirem as diretivas a serem seguidas. 

## Implicações
A  "lei de ferro da oligarquia" atesta que todas as formas de organização, independente de quão democráticas tenham sido no começo, irão eventualmente e inevitavelmente desenvolver tendências oligárquicas, assim fazendo a verdadeira democracia praticamente e teoricamente impossível, especialmente em grandes grupos e organizações complexas. A relativa fluidez estrutural na democracia de pequena escala sucumbe a viscosidade social, numa organização de grande escala. De acordo com a Lei de Ferro, democracia e organização de grande escala são incompatíveis.